# شی پدی
شی پدی (انگلیسی: Shey Peddy؛ زادهٔ ۲۸ اکتبر ۱۹۸۸) بازیکن بسکتبال اهل ایالات متحده آمریکا است.